# 130006 Imranaslam
130006 Imranaslam este o planetă minoră (asteroid) din centura de asteroizi. A fost descoperită pe 4 noiembrie 1999 la Catalina Station⁠(d) de Catalina Sky Survey. 
Obiectul prezintă o orbită caracterizată de o semiaxă mare de 2,4309246932934 UAi, o excentricitate de 0,24, o înclinație de 6,4 ° în raport cu ecliptica.